# Graniteville-East Barre
Graniteville-East Barre és una concentració de població designada pel cens dels Estats Units a l'estat de Vermont. Segons el cens del 2000 tenia 2.136 habitants.

## Demografia
Segons el cens del 2000, Graniteville-East Barre tenia 2.136 habitants, 843 habitatges, i 599 famílies. La densitat de població era de 118,5 habitants per km².
Per edats la població es repartia de la següent manera: un 25,9% tenia menys de 18 anys, un 7,4% entre 18 i 24, un 30,3% entre 25 i 44, un 21,8% de 45 a 60 i un 14,7% 65 anys o més.
L'edat mediana era de 37 anys. Per cada 100 dones de 18 o més anys hi havia 91,1 homes.
La renda mediana per habitatge era de 36.488 $ i la renda mediana per família de 40.069 $. Els homes tenien una renda mediana de 26.385 $ mentre que les dones 22.284 $. La renda per capita de la població era de 16.153 $. Entorn del 7,4% de les famílies i el 8,4% de la població estaven per davall del llindar de pobresa.